# San Alfonso del Mar
San Alfonso del Mar — частный курорт в Альгарробо, Чили, находящийся в 100 км на запад от Сантьяго. Курорт известен самым большим на Земле плавательным бассейном.
Бассейн имеет в длину 1013 м, занимает площадь в 8 га, и заполнен 250 миллионами л морской воды. Бассейн имеет глубину около 3 м. В бассейн закачивается вода Тихого океана, проходя очистку.

## История бассейна
Идея создания бассейна принадлежит Фернандо Фишманну; его компания Crystal Lagoons построили и открыли бассейн в декабре 2006. По ранним оценкам, считалось, что постройка одной только фильтровальной системы обойдётся Фишманну в 3,5 миллиона долларов. Позже стоимость уже всего бассейна оценивалась между 1,5 и 2 миллиардами долларов, а сумма ежегодной поддержки на содержание объекта — более 4 миллионов.